# Црква Богородичиног покрова у Херцеговачким Голешима
Црква Богородичиног покрова у Херцеговачким Голешима је православна црква смештена у селу Херцеговачка Голеша, општина Прибој. Изграђена је током 16. века и представља једнобродну грађевину, зидану од камена са сводом, покривену дрвеним клисом. Ферманом султана Абдул Азиза из 1865. године дата је грађевинска дозвола за њену обнову. Године 1868. у црквеном конаку је основана школа, једна од најстаријих основних школа у Доњем Полимљу код Прибоја.
Црква Богородичиног покрова је због својих историјских вредности проглашена за споменик културе 1970. године.